# 2362 Марк Твен
2362 Марк Твен (2362 Mark Twain) — астероїд головного поясу, відкритий 24 вересня 1976 року.
Тіссеранів параметр щодо Юпітера — 3,642.